# Wahlkreis Bergstraße II
Der Wahlkreis Bergstraße II (Wahlkreis 55) ist einer von drei Landtagswahlkreisen im hessischen Landkreis Bergstraße, neben Bergstraße I ist der Landkreis auch mit drei Kommunen am Wahlkreis Odenwald beteiligt. Der Wahlkreis umfasst bei der Landtagswahl 2023 die Städte und Gemeinden Abtsteinach, Bensheim, Birkenau, Einhausen, Fürth, Gorxheimertal, Grasellenbach, Groß-Rohrheim,  Lautertal, Lindenfels, Mörlenbach, Rimbach und Zwingenberg. Die zuvor zum Wahlkreis Bergstraße I gehörende Gemeinde Einhausen wurde vor der Wahl 2023 dem Wahlkreis zugeschlagen, die vorher zum Wahlkreis gehörenden Städte Hirschhorn (Neckar) und Neckarsteinach sowie die Gemeinde Wald-Michelbach wurden hingegen dem Wahlkreis Odenwald zugeschlagen.

## Aktuelle Abgeordnete

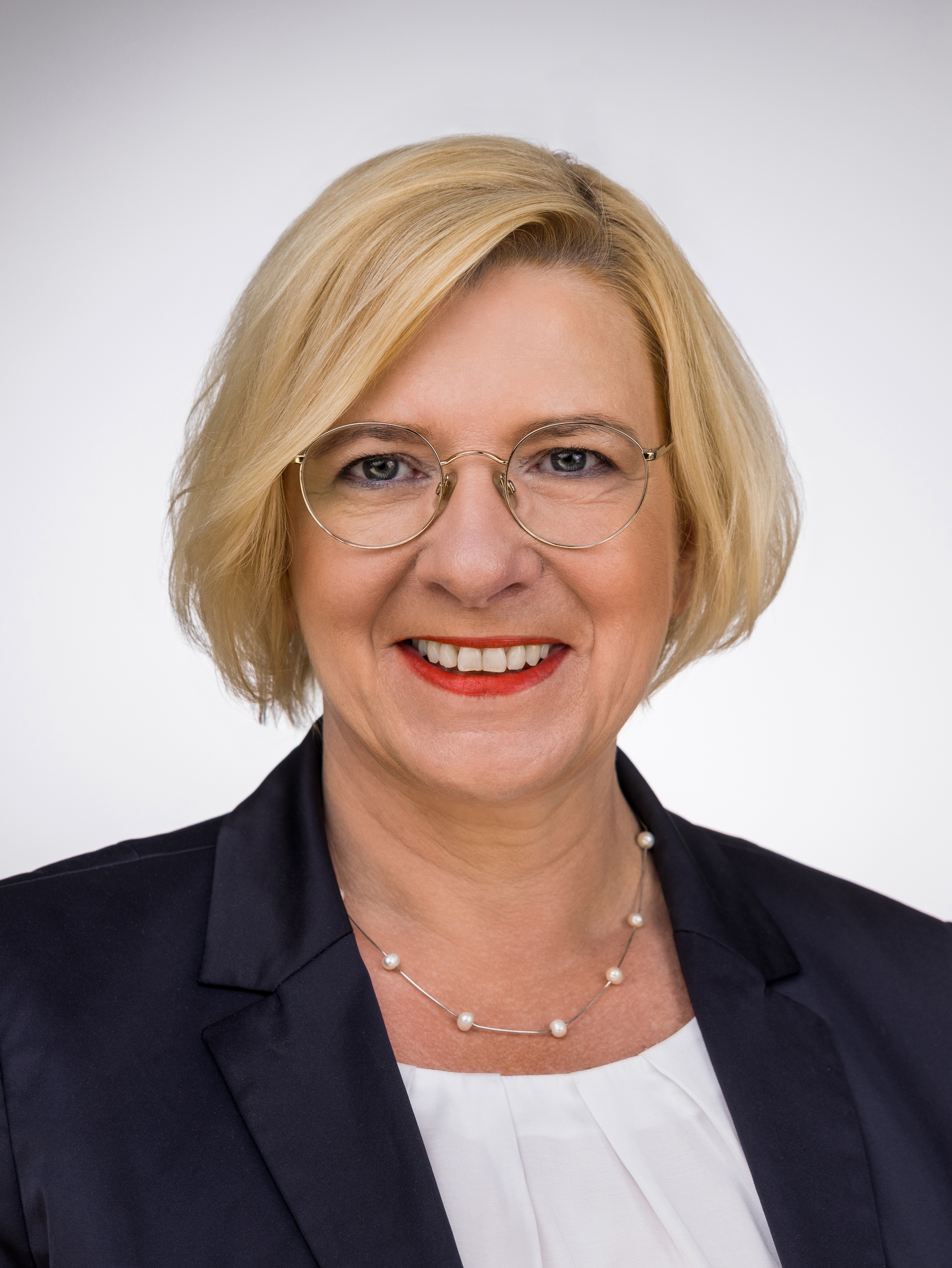
Birgit Heitland (CDU, 2022)
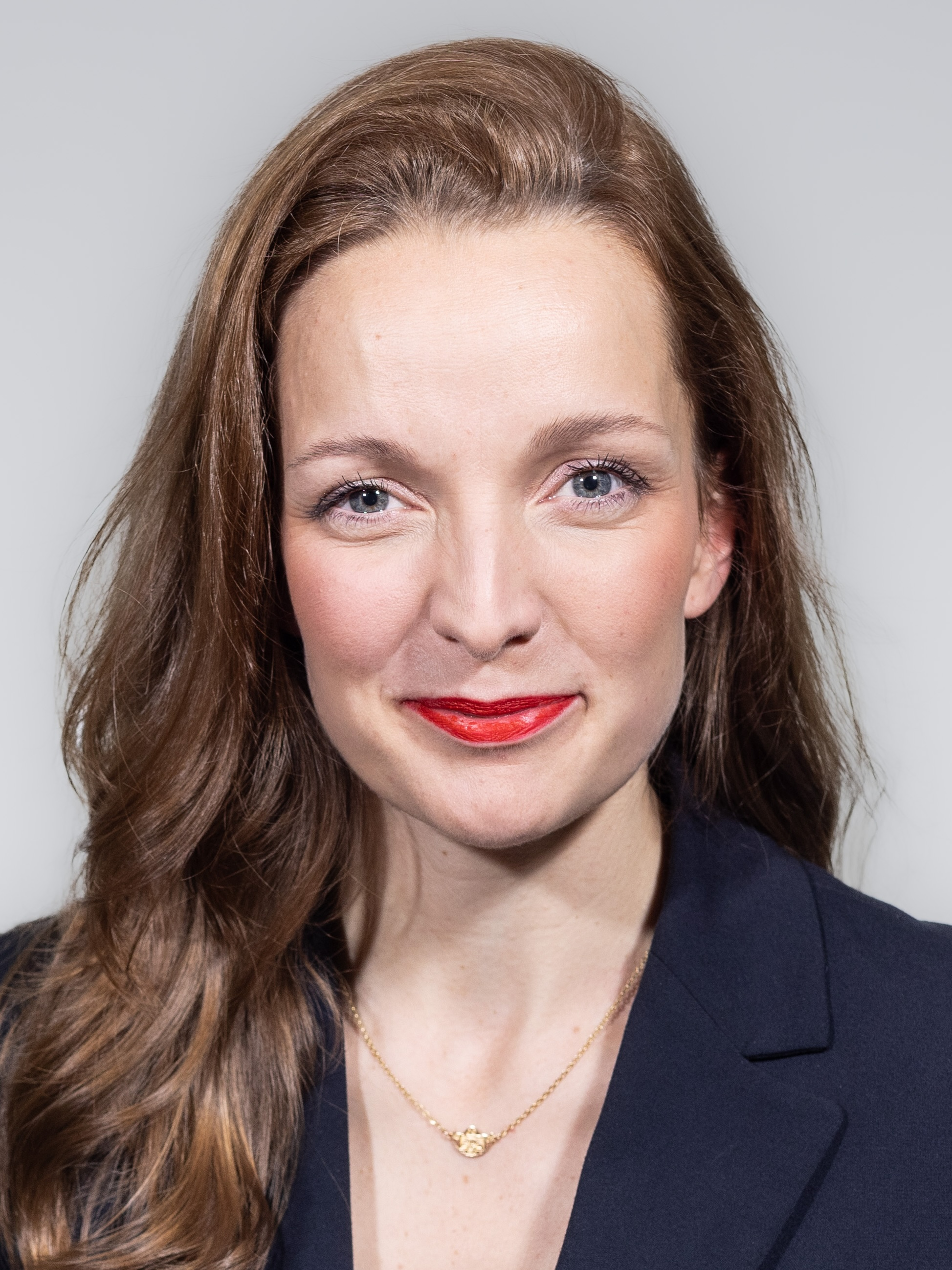
Josefine Koebe (SPD, 2024)

In der Legislaturperiode 2024 bis 2029 vertritt als direkt gewählte Abgeordnete weiterhin Birgit Heitland aus Zwingenberg den Wahlkreis. Ihre Vertreterin ist Katharina Wagner aus Mörlenbach, im Falle eines Ausscheidens Heitlands während der Wahlperiode würde diese in den Landtag nachrücken; darüber hinaus hat die Vertreterin keine Aufgaben. Mit der Generalsekretärin der hessischen SPD, Josefine Koebe aus Bensheim und Karsten Bletzer (AfD) aus Gorxheimertal sind zwei weitere Abgeordnete aus dem Wahlkreis neu über die Landeslisten ihrer Parteien gewählt worden. Bletzer hatte bei der Landtagswahl 2023 jedoch im Wahlkreis Bergstraße I kandidiert, wo er das Direktmandat verfehlte.

## Wahl 2023
| Ergebnis im Wahlkreis Bergstraße II (Wahlkreis 55) bei der Landtagswahl vom 8. Oktober 2023 | Ergebnis im Wahlkreis Bergstraße II (Wahlkreis 55) bei der Landtagswahl vom 8. Oktober 2023 | Ergebnis im Wahlkreis Bergstraße II (Wahlkreis 55) bei der Landtagswahl vom 8. Oktober 2023 | Ergebnis im Wahlkreis Bergstraße II (Wahlkreis 55) bei der Landtagswahl vom 8. Oktober 2023 | Ergebnis im Wahlkreis Bergstraße II (Wahlkreis 55) bei der Landtagswahl vom 8. Oktober 2023 | Ergebnis im Wahlkreis Bergstraße II (Wahlkreis 55) bei der Landtagswahl vom 8. Oktober 2023 |
|                                                                                             |                                                                                             | Wahlkreisstimme                                                                             | Wahlkreisstimme                                                                             | Landesstimme                                                                                | Landesstimme                                                                                |
| Anzahl                                                                                      | %                                                                                           | Anzahl                                                                                      | %                                                                                           |                                                                                             |                                                                                             |
| Bewerber                                                                                    | Partei                                                                                      | Anzahl                                                                                      | %                                                                                           | Anzahl                                                                                      | %                                                                                           |
| ------------------------------------------------------------------------------------------- | ------------------------------------------------------------------------------------------- | ------------------------------------------------------------------------------------------- | ------------------------------------------------------------------------------------------- | ------------------------------------------------------------------------------------------- | ------------------------------------------------------------------------------------------- |
| Wahlberechtigte                                                                             | Wahlberechtigte                                                                             | 89.218                                                                                      | 89.218                                                                                      | 89.218                                                                                      | 89.218                                                                                      |
| Wählerinnen und Wähler                                                                      | Wählerinnen und Wähler                                                                      | 61.945                                                                                      | 61.945                                                                                      | 61.945                                                                                      | 69,4 %                                                                                      |
| Ungültige Stimmen                                                                           | Ungültige Stimmen                                                                           | 1.228                                                                                       | 2,0 %                                                                                       | 994                                                                                         | 1,6 %                                                                                       |
| Gültige Stimmen                                                                             | Gültige Stimmen                                                                             | 60.717                                                                                      | 98,0 %                                                                                      | 60.951                                                                                      | 98,4 %                                                                                      |
| davon                                                                                       |                                                                                             |                                                                                             |                                                                                             |                                                                                             |                                                                                             |
| Birgit Heitland                                                                             | CDU                                                                                         | 23.340                                                                                      | 38,4 %                                                                                      | 22.544                                                                                      | 37,0 %                                                                                      |
| Eric Tjarks                                                                                 | GRÜNE                                                                                       | 8.605                                                                                       | 14,2 %                                                                                      | 9.219                                                                                       | 15,1 %                                                                                      |
| Josefine Koebe                                                                              | SPD                                                                                         | 10.025                                                                                      | 16,5 %                                                                                      | 7.680                                                                                       | 12,6 %                                                                                      |
| Norbert Taufertshöfer                                                                       | AfD                                                                                         | 11.820                                                                                      | 19,5 %                                                                                      | 12.114                                                                                      | 19,9 %                                                                                      |
| Maurice Zettl                                                                               | FDP                                                                                         | 2.731                                                                                       | 4,5 %                                                                                       | 3.046                                                                                       | 5,0 %                                                                                       |
| Jochen Totzer                                                                               | LINKE                                                                                       | 1.297                                                                                       | 2,1 %                                                                                       | 1.127                                                                                       | 1,8 %                                                                                       |
| Alfred Münch                                                                                | Freie Wähler                                                                                | 2.899                                                                                       | 4,8 %                                                                                       | 2.105                                                                                       | 3,5 %                                                                                       |
|                                                                                             | Tierschutzpartei                                                                            |                                                                                             |                                                                                             | 1.060                                                                                       | 1,7 %                                                                                       |
|                                                                                             | Die PARTEI                                                                                  |                                                                                             |                                                                                             | 378                                                                                         | 0,6 %                                                                                       |
|                                                                                             | Piraten                                                                                     |                                                                                             |                                                                                             | 189                                                                                         | 0,3 %                                                                                       |
|                                                                                             | ÖDP                                                                                         |                                                                                             |                                                                                             | 149                                                                                         | 0,2 %                                                                                       |
|                                                                                             | P. f. schulm. Verjf.                                                                        |                                                                                             |                                                                                             | 43                                                                                          | 0,1 %                                                                                       |
|                                                                                             | V-Partei³                                                                                   |                                                                                             |                                                                                             | 202                                                                                         | 0,3 %                                                                                       |
|                                                                                             | PdH                                                                                         |                                                                                             |                                                                                             | 100                                                                                         | 0,2 %                                                                                       |
|                                                                                             | ABG                                                                                         |                                                                                             |                                                                                             | 130                                                                                         | 0,2 %                                                                                       |
|                                                                                             | APPD                                                                                        |                                                                                             |                                                                                             | 34                                                                                          | 0,1 %                                                                                       |
|                                                                                             | Basis                                                                                       |                                                                                             |                                                                                             | 377                                                                                         | 0,6 %                                                                                       |
|                                                                                             | DKP                                                                                         |                                                                                             |                                                                                             | 28                                                                                          | 0,0 %                                                                                       |
|                                                                                             | DIE NEUE MITTE                                                                              |                                                                                             |                                                                                             | 23                                                                                          | 0,0 %                                                                                       |
|                                                                                             | Volt                                                                                        |                                                                                             |                                                                                             | 271                                                                                         | 0,4 %                                                                                       |
|                                                                                             | Klimaliste                                                                                  |                                                                                             |                                                                                             | 132                                                                                         | 0,2 %                                                                                       |

Birgit Heitland (CDU) als erneute Gewinnerin des Direktmandats ist aus dem Wahlkreis in den Landtag eingezogen, ebenso Josefine Koebe (SPD) über die Landesliste ihrer Partei.

## Wahl 2018
Ergebnis der Landtagswahl vom 28. Oktober 2018:
| Gegenstand der Nachweisung | Gegenstand der Nachweisung | Wahlkreis- stimmen | Wahlkreis- stimmen | Landes- stimmen | Landes- stimmen |
| Kreiswahlbewerber/in       | Partei                     | Anzahl             | %                  | Anzahl          | %               |
| -------------------------- | -------------------------- | ------------------ | ------------------ | --------------- | --------------- |
| Wahlberechtigte            | Wahlberechtigte            | 97.999             | 100,0              | 97.999          | 100,0           |
| Wähler                     | Wähler                     | 66.627             | 68,0               | 66.200          | 68,0            |
| Ungültige Stimmen          | Ungültige Stimmen          | 1.874              | 2,8                | 1.459           | 2,2             |
| Gültige Stimmen            | Gültige Stimmen            | 64.753             | 100,0              | 65.168          | 100,0           |
| davon                      |                            |                    |                    |                 |                 |
| Birgit Heitland            | CDU                        | 20.460             | 31,6               | 18.726          | 28,7            |
| Karin Hartmann             | SPD                        | 13.029             | 20,1               | 11.226          | 17,2            |
| Alexander Daniel Berndt    | GRÜNE                      | 13.203             | 20,4               | 13.345          | 20,5            |
| Sascha Bahl                | DIE LINKE                  | 3.291              | 5,1                | 3.170           | 4,9             |
| Georg Landwehrmann         | FDP                        | 5.631              | 8,7                | 5.514           | 8,5             |
| Rolf Kahnt                 | AfD                        | 9.139              | 14,1               | 8.968           | 13,8            |
| –                          | PIRATEN                    | x                  | x                  | 238             | 0,4             |
| –                          | FREIE WÄHLER               | x                  | x                  | 1.918           | 2,9             |
| –                          | NPD                        | x                  | x                  | 131             | 0,2             |
| –                          | Die PARTEI                 | x                  | x                  | 334             | 0,5             |
| –                          | ÖDP                        | x                  | x                  | 153             | 0,2             |
| –                          | Graue Panther              | x                  | x                  | 122             | 0,2             |
| –                          | BüSo                       | x                  | x                  | 4               | 0,0             |
| –                          | AD-Demokraten              | x                  | x                  | 22              | 0,0             |
| –                          | Bündnis C                  | x                  | x                  | 130             | 0,2             |
| –                          | BGE                        | x                  | x                  | 58              | 0,1             |
| –                          | Die Violetten              | x                  | x                  | 50              | 0,1             |
| –                          | LKR                        | x                  | x                  | 24              | 0,0             |
| –                          | Menschliche Welt           | x                  | x                  | 39              | 0,1             |
| –                          | Die Humanisten             | x                  | x                  | 54              | 0,1             |
| –                          | Gesundheitsforschung       | x                  | x                  | 99              | 0,2             |
| –                          | Tierschutzpartei           | x                  | x                  | 785             | 1,2             |
| –                          | V-Partei³                  | x                  | x                  | 58              | 0,1             |

Neben Birgit Heitland als Gewinnerin des Direktmandats zogen auch Karin Hartmann und Rolf Kahnt über die Landeslisten in den Landtag ein.

## Wahl 2013
| Gegenstand der Nachweisung  | Gegenstand der Nachweisung | Wahlkreis- stimmen | Wahlkreis- stimmen | Landes- stimmen | Landes- stimmen |
| Kreiswahlbewerber           | Partei                     | Anzahl             | %                  | Anzahl          | %               |
| --------------------------- | -------------------------- | ------------------ | ------------------ | --------------- | --------------- |
| Wahlberechtigte             | Wahlberechtigte            | 95.811             | 100,0              | 95.811          | 100,0           |
| Wähler                      | Wähler                     | 72.233             | 75,4               | 72.233          | 75,4            |
| Ungültige Stimmen           | Ungültige Stimmen          | 2.053              | 2,8                | 1.983           | 2,7             |
| Gültige Stimmen             | Gültige Stimmen            | 70.180             | 100,0              | 70.250          | 100,0           |
| davon                       |                            |                    |                    |                 |                 |
| Peter Stephan               | CDU                        | 32.046             | 45,7               | 29.543          | 42,1            |
| Karin Hartmann              | SPD                        | 21.941             | 31,3               | 19.799          | 28,2            |
| Frank Sürmann               | FDP                        | 1.926              | 2,7                | 3.414           | 4,9             |
| Jochen Ruoff                | GRÜNE                      | 5.566              | 7,9                | 7.321           | 10,4            |
| Christiane Hennrich         | LINKE                      | 2.576              | 3,7                | 2.709           | 3,9             |
| Myriam Lindner              | Freie Wähler               | 1.808              | 2,6                | 1.390           | 2,0             |
|                             | NPD                        | –                  | –                  | 600             | 0,9             |
|                             | Die Republikaner           | –                  | –                  | 315             | 0,4             |
| Brigitte Neujahr-von Wussow | Piraten                    | 1.262              | 1,8                | 1.276           | 1,8             |
|                             | BüSo                       | –                  | –                  | 34              | 0,0             |
|                             | ADd                        | –                  | –                  | 60              | 0,1             |
|                             | Die Grauen                 | –                  | –                  | 55              | 0,1             |
| Rolf Kahnt                  | AfD                        | 3.055              | 4,4                | 3.253           | 4,6             |
|                             | AVIP                       | –                  | –                  | 50              | 0,1             |
|                             | LUPe                       | –                  | –                  | 8               | 0,0             |
|                             | ÖDP                        | –                  | –                  | 80              | 0,1             |
|                             | Die Partei                 | –                  | –                  | 313             | 0,4             |
|                             | PSG                        | –                  | –                  | 30              | 0,0             |

Neben Peter Stephan als Gewinner des Direktmandats ist aus dem Wahlkreis noch Karin Hartmann über die Landesliste in den Landtag eingezogen.

## Wahl 2009
Wahlkreisergebnis der Landtagswahl in Hessen 2009:
| Direktkandidat  | Partei  | Erststimmen in % | Zweitstimmen in % |
| --------------- | ------- | ---------------- | ----------------- |
| Peter Stephan   | CDU     | 44,8             | 40,0              |
| Karin Hartmann  | SPD     | 27,6             | 22,5              |
| Frank Sürmann   | FDP     | 13,0             | 16,1              |
| Evelyn Berg     | GRÜNE   | 09,9             | 12,7              |
| Robert Schwartz | LINKE   | 03,6             | 03,9              |
| –               | REP     | –                | 00,9              |
| –               | FW      | –                | 02,2              |
| Pierre Levion   | NPD     | 01,2             | 00,9              |
| –               | Piraten | –                | 00,5              |
| –               | BüSo    | –                | 00,1              |

Neben Peter Stephan als Gewinner des Direktmandats war aus dem Wahlkreis noch Frank Sürmann über die Landesliste in den Landtag eingezogen.

## Wahl 2008
Bei der Landtagswahl in Hessen 2008 traten folgende Kandidaten an:
| Direktkandidat | Partei       | Erststimmen in % | Zweitstimmen in % |
| -------------- | ------------ | ---------------- | ----------------- |
| Peter Stephan  | CDU          | 41,5             | 39,4              |
| Karin Hartmann | SPD          | 36,6             | 35,8              |
| Evelyn Berg    | GRÜNE        | 06,6             | 06,6              |
| Frank Sürmann  | FDP          | 07,5             | 09,1              |
| Kay Lejcko     | LINKE        | 02,6             | 03,6              |
| Monika Scholz  | Freie Wähler | 01,8             | 01,3              |
| Peter Bitsch   | REP          | 02,6             | 01,6              |
| Annette Pitz   | Familie      | 00,8             | 00,6              |

## Bisherige Abgeordnete
Direkt gewählte Abgeordnete des Wahlkreises Bergstraße II (bis 1982, Bergstraße-Ost) waren:
| Jahr | Direktkandidat     | Partei | Erststimmen in % |
| ---- | ------------------ | ------ | ---------------- |
| 2023 | Birgit Heitland    | CDU    | 38,4             |
| 2018 | Birgit Heitland    | CDU    | 31,6             |
| 2013 | Peter Stephan      | CDU    | 45,7             |
| 2009 | Peter Stephan      | CDU    | 44,8             |
| 2008 | Peter Stephan      | CDU    | 41,5             |
| 2003 | Ilona Dörr         | CDU    | 54,6             |
| 1999 | Ilona Dörr         | CDU    | 47,8             |
| 1995 | Werner Breitwieser | CDU    | 48,1             |
| 1991 | Werner Breitwieser | CDU    | 47,2             |
| 1987 | Horst Strecker     | CDU    |                  |
| 1983 | Heinz Fraas        | SPD    | 44,2             |
| 1982 | Volker Feick       | CDU    | 49,3             |
| 1978 | Hans Wagner        | CDU    | 49,4             |
| 1974 | Hans Wagner        | CDU    | 51,6             |
| 1970 | Hans Wagner        | CDU    | 46,3             |

## Der Wahlkreis bis 1966
Zwischen 1950 und 1966 bestand gemäß dem hessischen Landtagswahlgesetz vom 18. September 1950 der Wahlkreis 48, der weitgehend identisch mit dem heutigen Wahlkreis war.
Bei der Landtagswahl in Hessen 1946 war der heutige Wahlkreis Teil des Wahlkreises III. Dieser Wahlkreis setzte sich zusammen aus dem Landkreis Bergstraße und dem Landkreis Erbach.

## Nachwahl 1995
Bei der Landtagswahl in Hessen 1995 musste die Wahl im Wahlkreis Bergstraße II um zwei Wochen vom 19. Februar auf den 5. März verschoben werden, da Doris Wodrinski, die Direktkandidatin der Republikaner, am 1. Februar verstorben war.